# Julien Versieren
Julien Versieren, né le 6 décembre 1898 à Leupegem et décédé le 9 mai 1965 à Audenarde fut un homme politique belge, membre du parti ouvrier belge, ensuite du PSB. 
Versieren fut tisserand, huissier, secrétaire syndical, agent d'assurances, vendeur de journaux.
Il fut élu conseiller communal de Audenarde (1939-1965), sénateur provincial de la province de Flandre-Orientale (1946-1965).

## Sources
- sa Bio sur ODIS